# Arab al-Aramša
Arab al-Aramša nebo Aramiša (hebrejsky עַרַבּ אל-עַרָמִשָׁה, nebo עַרָמִשָׁה, arabsky عرب العرامشة, v oficiálním přepisu do angličtiny Aramsha, přepisováno též Arab al-Aramshe) je vesnice v Izraeli, v Severním distriktu, v Oblastní radě Mate Ašer.

## Geografie
Leží v nadmořské výšce 470 metrů v západní části Horní Galileji, 12 kilometrů od břehů Středozemního moře a přímo na libanonských hranicích. Vesnice je společně s kibucem Adamit situována na náhorní planinu, kterou na jihu ostře ohraničuje hluboké údolí toku Nachal Becet, na jehož protější straně se vypíná vrch Har Uchman. Nachal Becet obtéká vesnici i z východu, kde nad jeho severní břeh vystupuje výrazný svah s hlavním vrcholem Har Manor, po jehož temeni vede mezinárodní hranice. Přímo v prostoru vesnice začíná vádí Nachal Namer a jeho přítok Nachal Tavul.
Obec se nachází 15 kilometrů severovýchodně od města Naharija, cca 120 kilometrů severoseverovýchodně od centra Tel Avivu a cca 37 kilometrů severovýchodně od centra Haify. Arab al-Aramša obývají izraelští Arabové respektive arabsky mluvící Beduíni, přičemž osídlení v tomto regionu je etnicky smíšené. Na západ ležící pobřežní nížina je převážně obývaná Židy, stejně jako pás při hranicích s Libanonen. Na jih a jihovýchod od vesnice ale začínají kopcovité oblasti centrální Galileji, které obývají ve vyšší míře i Arabové.
Arab al-Aramša je na dopravní síť napojen pomocí lokální silnice číslo 8993.

## Dějiny
Arab al-Aramša vznikla až během 2. poloviny 20. století jako snaha izraelské vlády soustředit beduínské rodiny z klanu Arab al-Aramša usazené v této oblasti, do jedné obce s trvalou zástavbou. Podle vyprávění místních obyvatel zakoupil v roce 1872 jeden z jejich předků od tureckých úřadů pozemky v této lokalitě. Když tu po vzniku státu Izrael vyrostl kibuc Adamit, byla část těchto pozemků zabrána pro tuto novou židovskou vesnici, ale Beduínům byly poskytnuly parcely o něco dál k severovýchodu, přímo na libanonské hranici. Tak vznikla nynější vesnice Arab al-Aramša, která nahradila dosavadní rozptýlené beduínské osady Džordejch (Jordeikh), Navakir (al-Nawaqir) nebo Chirbet Idmit.
Většina obyvatel dojíždí za prací mimo obec. Jen okrajovou roli zde hraje zemědělství.

## Demografie
Obyvatelstvo Arab al-Aramša je ryze arabské. Jde o menší sídlo vesnického typu s dlouhodobě rostoucí populací. K 31. prosinci 2014 zde žilo 1563 lidí. Během roku 2014 populace stoupla o 2,0 %.
| Rok            | 1983 | 1995 | 2001  | 2003  | 2004  | 2005  | 2006  | 2007  | 2008  | 2009  | 2010  | 2011  | 2012  | 2013  | 2014  |
| -------------- | ---- | ---- | ----- | ----- | ----- | ----- | ----- | ----- | ----- | ----- | ----- | ----- | ----- | ----- | ----- |
| Počet obyvatel | 478  | 865  | 1 040 | 1 094 | 1 112 | 1 129 | 1 143 | 1 174 | 1 195 | 1 377 | 1 476 | 1 430 | 1 500 | 1 533 | 1 563 |